# Марта Моос-Ф’єттерстрьом
Марта Лівія Вільгельміна Моас-Ф'єттерстрьом (21 червня 1873 , Kimstad parishd  — 13 квітня 1941 , Båstads parishd, Крістіанстад ) — провідна шведська художниця з текстилю початку XX століття, відома, зокрема, ткацькою студією, відкритою в Бостаді в 1919 році, а також декоративними килимами, які вона виробляла з 1910-х до 1930-х років, дедалі більше поєднуючи сільські скандинавські традиції з модерністськими тенденціями. Роботи експонуються в деяких із найважливіших художніх музеїв світу, зокрема в нью-йоркському Метрополітен-музеї та лондонському Музеї Вікторії та Альберта.

## Біографія
Народилася Марта Моос-Ф'єттерстрьом 21 червня 1873 року в Кімстаді, Естерйотланд у родині священника Рудольфа Ф'єттерстрема (1838—1920) та його дружини Хедвіг Олівії Августи, уродженої Біллстен (1838—1929). Вона була другою з восьми дітей. З 1890 по 1895 рік відвідувала школу мистецтв і ремесел Högre Konstindustriella Skolan у Стокгольмі.

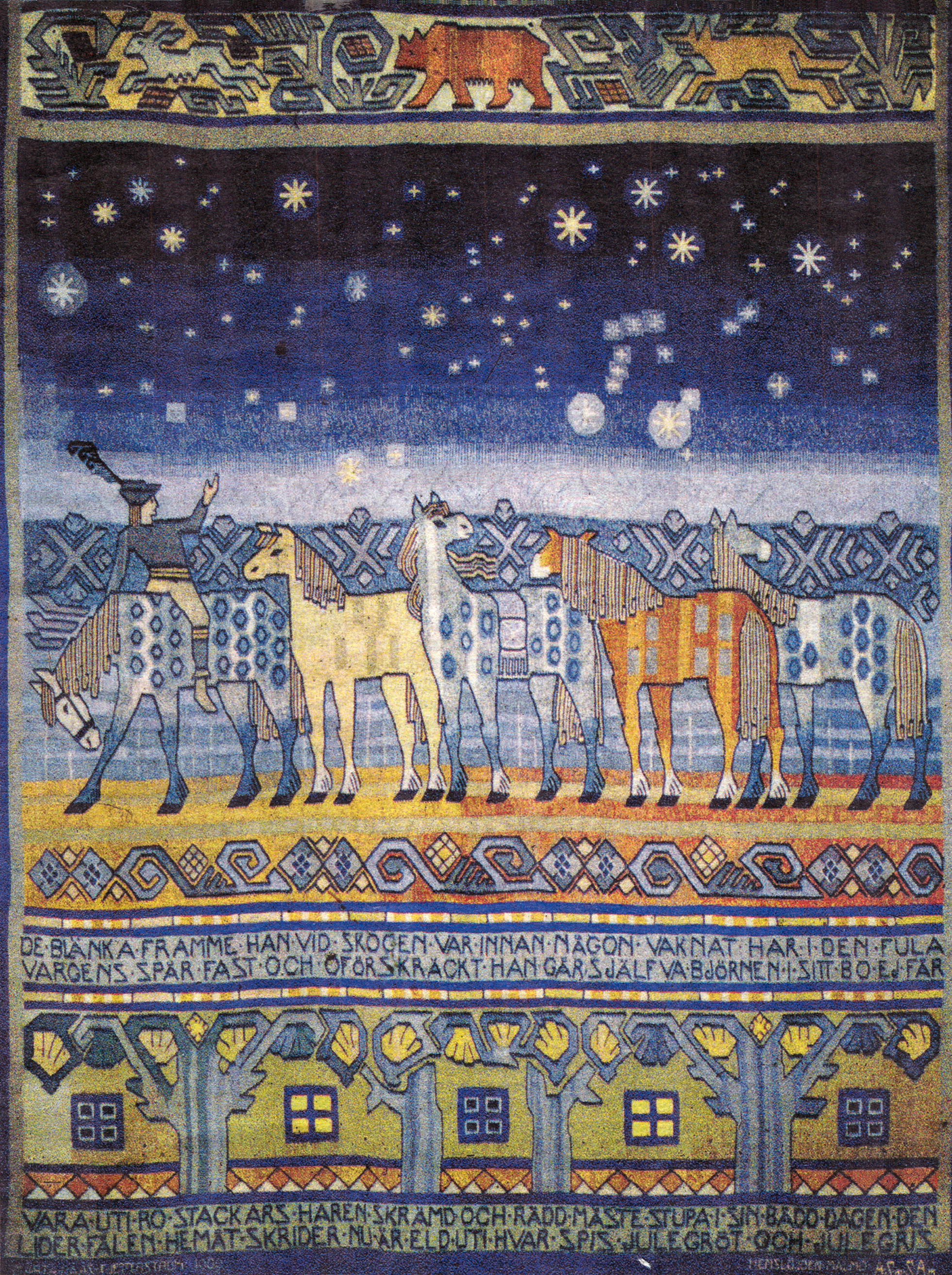
Гобелен Марти Моос-Фєттерстрьом Staffan Stalledräng (1909) на основі легенди про святого Стефана

Закінчивши навчання, вона кілька років викладала в технічній школі в Єнчепінгу, але також створила декоративні ткані роботи, які виставила в 1900 році. У 1902 році її запросили працювати викладачем ткацтва в Kulturhistoriska föreningen у Лунді, де вона виявила інтерес до сканійських текстильних традицій, але мала проблеми під час спілкування з його головою Георгом Карліном. Перебуваючи в Лунді, змінила своє ім'я на Марта Моас-Ф'єттерстрьом. У 1905 році її запросили очолити щойно створений ремісничий заклад у Мальме, відомий як Malmöhus läns Hemslöjdsförening, який заохочував жінок розвивати свій інтерес до мистецтва та ремесел. До нього входив магазин, де можна було придбати вироблені товари. Через шість років залишила заклад у Мальме, але в 1913 році знову була працевлаштована в ткацьку школу Хемслейда у Віттсйо, де вона працювала з Ліллі Зікерман, розробляючи сучасний дизайн і ворсові килими.
У 1919 році Марта Моос-Ф'єттерстрьом відкрила власне ткацьке ательє в Бостаді, яке швидко завоювало репутацію своїми ворсовими килимами. Там вона найняла ткалів, включаючи Барбро Нільссон і Маріанну Ріхтер. У 1930-х роках виробляла класичні килими, включаючи Röda trädgårdsmattan, Bruna heden, Hästhagen і Ängarna. У співпраці з дизайнером Карлом Мальмстеном виробляли текстиль для приватних будинків і громадських приміщень, таких як Шведський інститут у Римі, палац Ульріксдаль, садиба Овралід і ряд шведських посольств.
Марта Моос-Ф'єттерстрьом померла 13 квітня 1941 року в Гельсінборзі.

## Нагороди
У 1924 році Марта Моос-Ф'єттерстрьом була нагороджена медаллю Litteris et Artibus за її внесок у культуру.